# Charles King-Harman
Sir Charles Anthony King-Harman KCMG (* 26. April 1851; † 17. April 1939) war ein britischer Kolonialverwalter.

## Leben
King-Harman war der Sohn des Hon. Lawrence Harman King-Harman, dem Sohn von Robert King, 1. Viscount Lorton, und Mary Cecilia Johnstone. Er war der jüngere Bruder des Politikers Edward King-Harman.
Charles Anthony King-Harman studierte an der University of Cambridge und trat 1874 in den Colonial Service ein. Er diente auf den Bahamas, in Zypern und Barbados, bevor er zwischen 1893 und 1897 als Kolonialsekretär auf Mauritius tätig war. 1893 wurde er zum KCMG ernannt. Von 1897 bis 1900 war er Administrator von Saint Lucia, bevor er von 1900 bis 1904 als Gouverneur von Sierra Leone diente. 1900 wurde er als Knight Commander des Order of St Michael and St George geadelt. Zwischen 1904 und 1911 war er Hochkommissar für Zypern, und er vertrat die Mittelmeerkolonien bei der Krönung von Georg V. im Jahr 1911.
Er heiratete am 12. Juli 1888 Constance Biddulph, die Tochter von General Robert Biddulph und Sophia Lambert.